# Григоров, Вячеслав Сергеевич
Вячесла́в Серге́евич Гри́горов (бел. Вячаслаў Сяргеевіч Грыгараў; род. 8 марта 1982, Барановичи, Брестская область) — белорусский футболист, игравший на позиции полузащитника, главный тренер брестского клуба «Центр Футбола».

## Карьера
Футболом начал заниматься в барановичской ДЮСШ-5 (первый тренер — Валерий Владимирович Черняк).
Начинал карьеру в минских клубах «РУОР» и «РШВСМ-Олимпия», которые входили в систему
борисовского БАТЭ, а в 2000 году дебютировал и в основной команде клуба. В 2003 году стал игроком «Торпедо-СКА». В 2005 году перешёл в «Неман».
В 2007 году стал игроком микашевичского «Гранита». В 2011 году перешёл в «Слуцк», где стал одним из лидеров команды. В сезоне 2014 был основным опорным полузащитником клуба в Высшей лиге.
В январе 2015 года продлил контракт со «Слуцком». Начало сезона 2015 пропустил из-за травмы, на поле появился только в июне.

### В сборной
Выступал за юниорскую сборную Беларуси (2000). В составе молодёжной сборной Беларуси сыграл три матча (2001—2002).

## Тренерская карьера
В августе 2015 года, после отставки Юрия Крота, Григоров был назначен исполняющим обязанности главного тренера команды. В результате, смог вывести команду на итоговое 11-е место.
В январе 2016 года получил тренерскую лицензию категории B и вскоре был окончательно утверждён в качестве главного тренера «Слуцка». Сезон 2016 под руководством Григорова команда провела неудачно, долгое время находилась в зоне вылета. После поражения от аутсайдера, микашевичского «Гранита», Григоров был отправлен в отставку, однако вскоре руководство клуба решило сохранить тренера, вместо этого был уволен помощник главного тренера Андрей Бас. В январе 2017 года стало известно, что клуб не будет продлевать контракт с Григоровым.
Позднее работал детским тренером в структуре «Минска». В декабре 2019 года стал главным тренером женской команды ФК «Минск». В октябре 2020 года покинул должность.
В январе 2021 года стал старшим тренером брестского «Руха», а в августе временно его возглавил, 16 декабря занял должность главного тренера команды.
В августе 2023 года специалист получил тренерскую лицензию категории PRO.

## Достижении
- Чемпион Беларуси: 2002
- Серебряный призёр чемпионата Беларуси: 2000
- Бронзовый призёр чемпионата Беларуси: 2001
- Победитель первой лиги Беларуси: 2013

## Статистика выступлений
| Сезон         | Дивизион | Клуб           | Страна        | Матчи | Голы |
| ------------- | -------- | -------------- | ------------- | ----- | ---- |
| 1998          | Д3-А     | РУОР           | Флаг Беларуси | 20    | 2    |
| 1999          | Д3-А     | РУОР           | Флаг Беларуси | 20    | 3    |
| 2000 (1)      | Д3-А     | РШВСМ-Олимпия  | Флаг Беларуси | 4     | 1    |
| 2000 (2)      | Д1       | БАТЭ           | Флаг Беларуси | 12    | 2    |
| 2001          | Д1       | БАТЭ           | Флаг Беларуси | 23    | 2    |
| 2002          | Д1       | БАТЭ           | Флаг Беларуси | 5     | 0    |
| 2003          | Д1       | Торпедо-СКА    | Флаг Беларуси | 15    | 0    |
| 2004          | Д1       | Торпедо-СКА    | Флаг Беларуси | 25    | 2    |
| 2005          | Д1       | Неман (Гродно) | Флаг Беларуси | 20    | 1    |
| 2006          | Д1       | Неман (Гродно) | Флаг Беларуси | 17    | 0    |
| 2007 (1)      | Д2       | Гранит         | Флаг Беларуси | 12    | 1    |
| 2007-2008 (1) | Д3       | Мутенице       | Флаг Чехии    | ?     | ?    |
| 2008          | Д1       | Гранит         | Флаг Беларуси | 25    | 2    |
| 2009          | Д1       | Гранит         | Флаг Беларуси | 12    | 0    |
| 2010          | Д2       | Гранит         | Флаг Беларуси | 24    | 0    |
| 2011          | Д2       | Слуцк          | Флаг Беларуси | 28    | 1    |
| 2012          | Д2       | Слуцк          | Флаг Беларуси | 19    | 2    |
| 2013          | Д2       | Слуцк          | Флаг Беларуси | 25    | 1    |
| 2014          | Д1       | Слуцк          | Флаг Беларуси | 27    | 0    |
| 2015          | Д1       | Слуцк          | Флаг Беларуси | 8     | 0    |